# RTS Option Musique

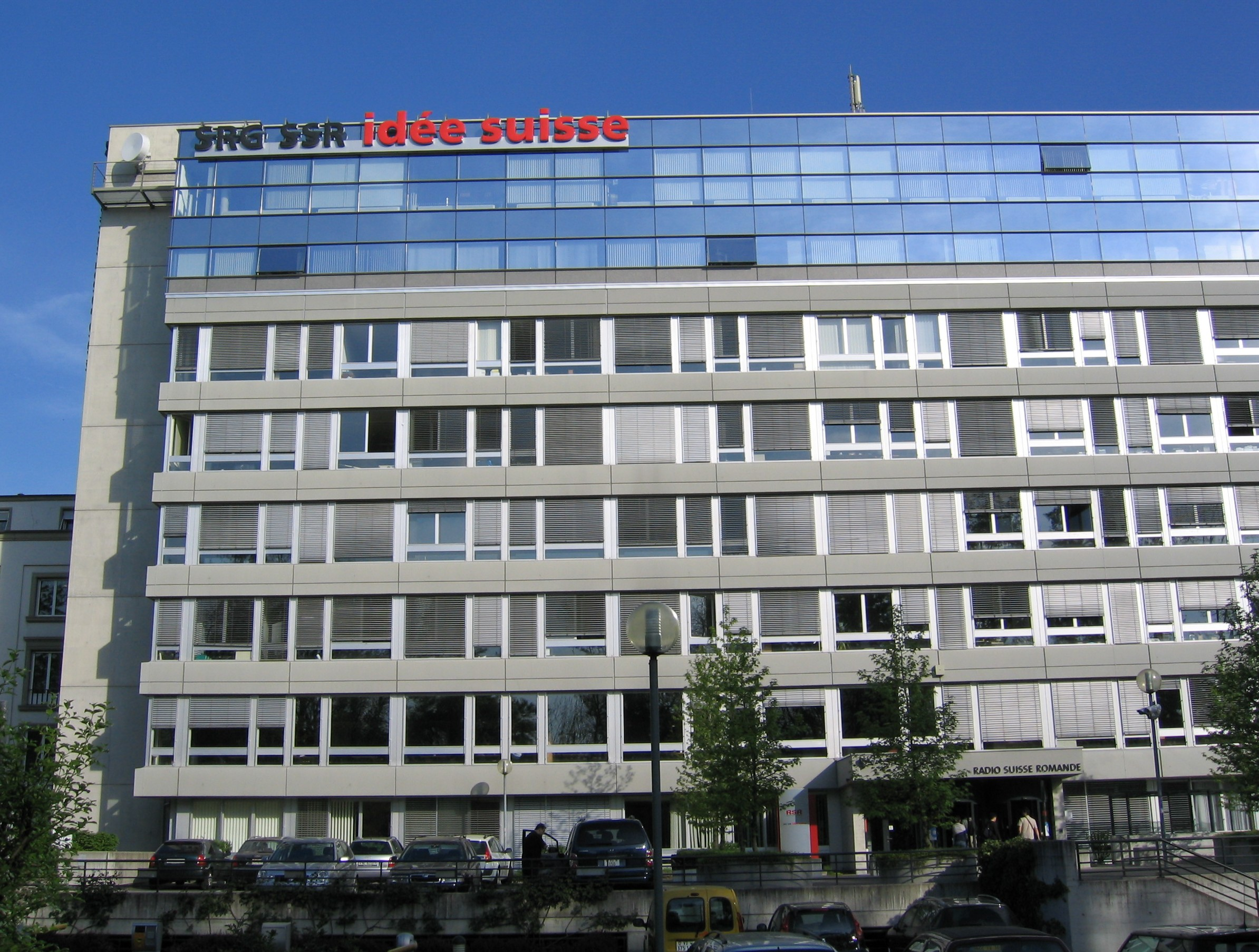
Centrum radiowe RTS w Lozannie, siedziba stacji

RTS Option Musique – szwajcarski kanał radiowy, nadawany przez Radio Télévision Suisse (RTS), francuskojęzyczną część publicznego nadawcy radiowo-telewizyjnego SRG SSR. Stacja została uruchomiona w 1994 roku, obecnie jest dostępna w analogowym i cyfrowym przekazie naziemnym, w wielu sieciach kablowych, w niekodowanym przekazie z satelity Eutelsat Hot Bird 13C, jak również w Internecie. 
Ramówka stacji opiera się głównie na największych przebojach z ostatnich 50 lat, przy czym w zdecydowanej większości są to nagrania z państw francuskojęzycznych. Według danych za rok 2012, stacja cieszy się słuchalnością na poziomie 8,2%, co daje jej drugie miejsce wśród czterech kanałów radiowych RTS nadawanych po francusku.